# Галкин, Лев Абрамович
Лев Абрамович Галкин (25 августа (7) сентября 1913 — 8 августа 1992) — советский поэт, прозаик, драматург. Член Союза писателей Украины (с 1938 года).

## Биография
Лев Галкин родился 7 сентября 1913 года в Дружковке (ныне — Донецкая область) в семье служащих.
В 1939 году окончил Донецкий индустриальный институт. Работал инженером-механиком на Донецком металлургическом заводе; в редакции «Комсомольца Донбасса».
Участник Великой Отечественной войны. Участвовал в партизанской деятельности в Брянской области, был командиром партизанской бригады им. Молотова Орловского штаба партизанского движения. Также был помощником начальника штаба 824-го артиллерийского полка 297-й стрелковой дивизии 21-й армии на Юго-Западном фронте. Награждён орденом Красного Знамени и медалью «За отвагу». Дослужился до майора. Член КПСС с 1944 года.
Писал на русском языке. Основная тема творчества — события Великой Отечественной войны, трудовые будни рабочих и колхозников. Также писал стихи для детей, сатирическую поэзию и фельетоны.
Лев Галкин умер 8 августа 1992 года в Харькове.

## Работы
Поэтический сборник
- «Брянский лес» (1946)

Сборники лирической и сатирической поэзии:
- «Друзья» (1950)
- «У нас на заводе» (1954)
- «Бумажная метель» (1958)
- «Сказочки для взрослых» (1959)
- «Завидная судьба» (1959)
- «Сатирические стихотворения» (1960)
- «Я воспитываю своих родителей» (1961)
- «Левый поворот» (1962)
- «Штатный пес» (1965)
- «Курортная Афродита» (1965)

Стихи для детей:
- «Приключения Коли Булкина» (1958)
- «Звено отважных» (1961)
- «Веселые стихи» (1962)

Повести:
- «Один парашют не раскрылся» (1966)
- «Темная ночка—день партизанский» (1968)
- «Если бы камни могли рассказать…» (1970)
- «Беглый огонь» (1971)
- «След по росе» (1975)
- «Эстафета» (1978)
- «Московський проспект» (1981)
- «Медаль» (1984)

Музыкальные комедии и пьесы:
- «Звездные ночи» (1967)
- «Звено отважных» (1961)
- «Комендантский час» (соавтор, 1969)
- «Волшебный луг» (1976)